# Ruben Fleischer
Ruben Samuel Fleischer (Washington, 1974. október 31.–) amerikai filmrendező, filmproducer, televíziós producer, videó kliprendező és reklámrendező, aki Los Angelesben él. Leginkább a Zombieland (2009) és annak folytatása, a Zombieland 2. – A második lövés (2019) című filmjeiről ismert. Ő rendezte a 30 perc vagy annyi se, a Gengszterosztag és a 2018-as Venom filmet is, mely az azonos című Marvel Comics karakterről szól. Rendezései előtt Fleischer televíziós reklámok és zenei videók rendezője volt, olyan márkáknál dolgozik, mint a Cisco, az Eurostar, az ESPN és a Burger King, valamint olyan művészekkel, mint M.I.A., Electric Six, DJ Format és Gold Chains.

## Élete és pályafutása
Ruben Fleischer Washingtonban született és nőtt fel, Karen Lee és David Elliot Fleischer fiaként, aki az arizonai Mayo klinikán dolgozik orvosként, valamint gyógyszerész professzor. Bátyja, Lucas, aki az új médián dolgozik. Apja zsidó családban született, míg édesanyja végül áttért a judaizmusra. Fleischer zsidó vallásban nevelkedett fel.
A Wesleyan Egyetemen történelem szakon végzett, után Fleischer átköltözött San Franciscóba, viszont nem tudta, hogy mit akar kezdeni az életével. Úgy gondolta, hogy szabadúszó HTML programozóként fog dolgozni San Franciscóban. Mike White (mint Wesleyan-i diplomás) közeli barátja tanácsának figyelembevételével, Fleischer a Dawson és a haverok PA írójaként dolgozott. Végül a rendezés felé fordult, és végigment az iparágon keresztül, foglalkozva a zenei videókkal és a televíziós sorozatokkal, mielőtt 2009-ben megrendezte első játékfilmjét, a Zombielandet. Második játékfilmje a 30 perc vagy annyi se című film volt, amely 2011. augusztus 12-én jelent meg a mozikban.
2013-ban Fleischer rendezte a Gengszterosztag akció-thrillert, amely az LAPD által a Los Angeles-i bűnöző család leküzdésére létrehozott speciális taktikai csoport történetét mutatja be. A film forgatása 2011 szeptemberében kezdődött, és ezek a szereplők is benne voltak; Ryan Gosling, Sean Penn, Emma Stone, Josh Brolin, Giovanni Ribisi, Anthony Mackie, Michael Peña és Holt McCallany.
Fleischer következő rendezése a Venom című film lett, amely a Marvel Comics karakterről, Eddie Brockról szól. A filmet 2018. október 5-én mutatták be és Tom Hardy alakította a főszerepet.
2019-ben Fleischer következő projektje a 2009-es Zombieland-film folytatása, a Zombieland 2. – A második lövés, amelyben újra összejött mind a négy eredeti szereplő. 2020 februárjában felvették Fleischert az Uncharted direktorának, ami az azonos című videójáték-sorozat alapján készül.

## Filmográfia

### Játékfilmek
| Év   | Magyar cím                      | Eredeti cím            | Feladatkör | Feladatkör |
| Év   | Magyar cím                      | Eredeti cím            | Rendező    | Producer   |
| ---- | ------------------------------- | ---------------------- | ---------- | ---------- |
| 2009 | Zombieland                      | Zombieland             | Igen       | Nem        |
| 2011 | 30 perc vagy annyi se           | 30 Minutes or Less     | Igen       | Nem        |
| 2013 | Gengszterosztag                 | Gangster Squad         | Igen       | Vezető     |
| 2014 | Kétéjszakás kaland              | Two Night Stand        | Nem        | Igen       |
| 2017 | Csillogó álmom                  | Unicorn Store          | Nem        | Igen       |
| 2018 | Venom                           | Venom                  | Igen       | Nem        |
| 2018 | A csempész                      | The Mule               | Nem        | Vezető     |
| 2019 | Zombieland 2. – A második lövés | Zombieland: Double Tap | Igen       | Vezető     |
| 2021 | Uncharted                       | Uncharted              | Igen       | Vezető     |
| 2021 | Ugratások filmje                | Bad Trip               | Nem        | Igen       |

### Televíziós sorozatok
| Év              | Cím                                      | Rendező | Executive Producer | Megjegyzés                |
| --------------- | ---------------------------------------- | ------- | ------------------ | ------------------------- |
| 2003–2006       | Jimmy Kimmel Live!                       | Igen    | Nem                | 3 epizód                  |
| 2006–2007       | Rob & Big                                | Nem     | Igen               |                           |
| 2008            | Between Two Ferns with Zach Galifianakis | Igen    | Nem                | 2 epizód                  |
| 2009–2015       | Fantasy Factory                          | Nem     | Igen               |                           |
| 2010            | Halálosan komolytalan                    | Igen    | Nem                | 4 epizód                  |
| 2015            | Ketten jegyben                           | Igen    | Nem                | Epizód: "F Me"            |
| 2015–napjainkig | Superstore                               | Igen    | Igen               | rendezés 6 epizód         |
| 2016            | Anyaság túlsúlyban                       | Igen    | Igen               | rendezési epizód: "Pilot" |
| 2017            | Dél-kaliforniai diéta                    | Igen    | Igen               | rendezés 2 epizód         |
| 2017–napjainkig | The Bold Type                            | Nem     | Igen               |                           |
| 2019–napjainkig | Stumptown                                | Nem     | Igen               |                           |

### Rövidfilmek
| Év   | Cím                         | Rendező | Producer |
| ---- | --------------------------- | ------- | -------- |
| 2001 | The Girls Guitar Club       | Igen    | Igen     |
| 2005 | Gumball 3000: 6 Days in May | Igen    | Igen     |

### Videó klipek
- M.I.A. – "Galang"
- Dizzee Rascal – "Fix Up, Look Sharp", "Stand Up Tall"
- Kid Sister – "Pro Nails"
- Gold Chains – "I Came From SF", "Cali Nights", "The Game"
- Electric Six – "Dance Commander"
- DJ Format – "Vicious Battle Raps", "We Know Something You Don't"
- Pigeon Funk – "Mocito"

### Reklámok
- Boost Mobile – "Ladies Man", "Geek"
- McDonald’s – "Good Inside"
- Cisco – "Revision 43A", "Jack 245"
- Burger King – "Up Late with The King"
- Eurostar – "Circles"
- ESPN – "Quiet", "Mascots"
- Courir – "The Drop"

## Együttműködések
| Actor           | Zombieland (2009) | 30 perc vagy annyi se (2011) | Gengszterosztag (2013) | Venom (2018) | Zombieland 2. – A második lövés (2019) | Összesen |
| --------------- | ----------------- | ---------------------------- | ---------------------- | ------------ | -------------------------------------- | -------- |
| Abigail Breslin |                   |                              |                        |              |                                        | 2        |
| Jesse Eisenberg |                   |                              |                        |              |                                        | 3        |
| Woody Harrelson |                   |                              |                        |              |                                        | 3        |
| Bill Murray     |                   |                              |                        |              |                                        | 2        |
| Michael Peña    |                   |                              |                        |              |                                        | 2        |
| Emma Stone      |                   |                              |                        |              |                                        | 3        |